# Ерін Пек
Ерін Пек (англ. Erin Pac, 30 травня 1980) — американська бобслеїстка, призер Олімпійських ігор.
Ерін Пак змагається на міжнародному рівні з 2002. Вона двічі ставала медалісткою чемпіонатів світу, обидва рази в міксті — командному змаганні, що об'єднує бобслей та скелетон. На Олімпіаді у Ванкувері, в парі з Еланою Меєрс Пак виборола бронзову медаль у змаганнях бобслеїв-двійок.